# Thoma Bravo
Thoma Bravo LLC è una società americana di investimenti (private equity) con uffici a Chicago e San Francisco. Thoma Bravo attualmente gestisce fondi di private equity per un valore di oltre $ 17 miliardi di impegni azionari. La compagnia, succede a Golder Thoma & Co., fondata nel 1980 da Stanley Golder e Carl Thoma.
Thoma Bravo, insieme alle ditte predecessore Thoma Cressey Bravo e Thoma Cressey Equity Partners, dal 2003 ha completato circa 140 acquisizioni di servizi aziendali abilitate alla tecnologia e al software, rappresentando circa 30 miliardi di dollari in valore aziendale.
Tra le sue partecipazioni più rilevanti, vi è la nota compagnia di software antivirus McAfee.
Nel novembre 2019, la società di private equity Thomas Bravo ha accettato di acquistare Sophos per 3,8 miliardi di dollari.